# ヘルト・ステーフマンス
ヘルト・ステーフマンス（Gert Steegmans、1980年9月30日 - ）は、ベルギー、ハッセルト出身の元自転車競技選手。ゲルト・ステーグマンと表記されることもある。

## 経歴
1996年
- アンダー17（U17）国内選手権・個人ロードレースにおいて、トム・ボーネン（2位）を破って優勝。

1998年
- アンダー19（U19）国内選手権・個人タイムトライアルを制覇。

2002年
- アンダー23（U23）国内選手権・個人タイムトライアルを制覇

2003年
- ロット・ドモ（現 サイレンス・ロット）と契約を結んでプロロードレース選手に転向。以後、強力なスプリンターとして、主にステージレースの区間優勝実績を挙げていくことになる。
- ジロ・デ・イタリア初出場。

2004年
- ジロ・デ・イタリア完走（134位）

- 2005年
- ブエルタ・ア・エスパーニャ完走（104位）。

- 2006年
- ツール・ド・フランスに初出場し完走（137位）
- ダンケルク4日間レースで1勝（第3ST）を挙げた。

2007年、クイックステップに移籍。
- デ・パンネ3日間 1勝（第3ST）
- ダンケルク4日間レース 1勝（第4ST）
- この年の最大のクライマックスは、ツール・ド・フランス第2ステージにおいて、トム・ボーネン（2位）、フィリッポ・ポッツァート（3位）を破って制したこと。また同レースの完走も果たした（138位）
- シルキュイ・フランコ＝ベルジュ 総合優勝

2008年
- パリ〜ニースにおいて、第1、2ステージを連勝。
- ダンケルク4日間レース 1勝（第2ST）
- ツール・ド・フランスでは、最終の第21ステージ、シャンゼリゼゴールを制覇した（総合111位）。
- メモリアル＝リック・ファンステーンベルヘン 制覇

2009年、チーム・カチューシャに移籍。
- しかし、所属選手の相次ぐドーピングスキャンダルに伴ってチームが契約に追加した「ドーピングが発覚した場合、年俸の5倍の罰金を科す」という条項へのサインを拒否したため、ツール・ド・フランスの出場メンバーから外され、さらにチームとの契約を解除した[1][2]。

2010年、ランス・アームストロングが設立する新チーム、チーム・レディオシャックへ加入。
- しかし、パリ〜ニースのプロローグにおける落車負傷もあってこれといった成績は挙げられなかった。

2011年、クイックステップに復帰。
2015年引退。